# Alexandre Dupendant
Alexandre Dupendant, né le 19 février 1833 à Paris et mort le 8 août 1884 dans le 5e arrondissement de Paris, est un dessinateur et lithographe français.

## Biographie

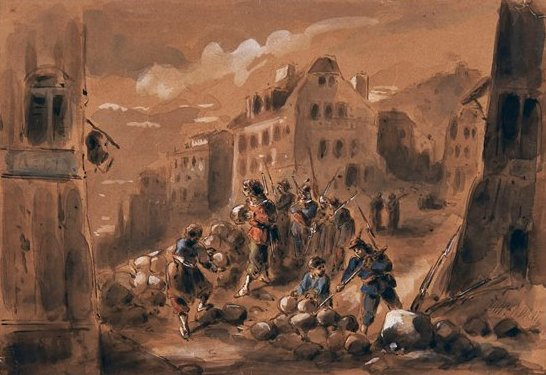
Une barricade de femmes au faubourg Rochechouard (sic), dessin à l'encre brune et à la gouache. Conservé au musée d'Art et d'Histoire de Saint-Denis.

Sa démarche est parfois proche des caricatures de Honoré Daumier.
Dupendant a été actif durant la Commune de Paris.

## Œuvres exposées dans les musées
- 4 dessins au musée Hyacinthe-Rigaud de Perpignan[6].
- Les hommes de la Commune (40 aquarelles, Paris, Musée Carnavalet)[réf. nécessaire].
- Portraits charges, Lille, palais des beaux-arts[réf. nécessaire].

## Publication
- Portraits et actualités 1870-71 (avec Félix Nadar, Hector Moloch et alt.), Paris, 1870-1871 (dont 9 illustrations de Dupendant) (OCLC 234151431).

## Conservation
- [Recueil. Œuvre de A. Dupendant] (dessins et lithographies), Paris Bibliothèque nationale de France[7].
- [Série de 9 planches] (ou Défenseurs de la Commune, 11 lithographies), Los Angeles, Getty Research Institute[8].